# Eisschnelllauf-Weltcup 1995/96
Der Eisschnelllauf-Weltcup 1995/96 wurde für Frauen und Männer an zehn Weltcupstationen in neun Ländern vom 24. November 1995 bis 3. März 1996 ausgetragen. Hier wurden von Frauen Strecken von 500 bis 5.000 und der Männer von 500 bis 10.000 Meter gelaufen.
Siehe auch: Liste der Gesamtweltcupsieger im Eisschnelllauf

## Wettbewerbe

### Frauen

#### Weltcup-Übersicht
| Datum                                                                             | Ort                                           | Disziplin          | Sieger                        | Zweiter              | Dritter               |
| --------------------------------------------------------------------------------- | --------------------------------------------- | ------------------ | ----------------------------- | -------------------- | --------------------- |
| 24. Bis 26. Nov. 1995                                                             | Berlin (Sportforum Hohenschönhausen)          | 500 m              | Svetlana Schurowa             | Catriona LeMay       | Franziska Schenk      |
| 24. Bis 26. Nov. 1995                                                             | Berlin (Sportforum Hohenschönhausen)          | 1.000 m            | Chris Witty                   | Franziska Schenk     | Shiho Kusunose        |
| 24. Bis 26. Nov. 1995                                                             | Berlin (Sportforum Hohenschönhausen)          | 1.500 m            | Gunda Niemann                 | Mie Uehara           | Annamarie Thomas      |
| 24. Bis 26. Nov. 1995                                                             | Berlin (Sportforum Hohenschönhausen)          | 3.000 m            | Gunda Niemann                 | Claudia Pechstein    | Mie Uehara            |
| 2. Bis 3. Dez. 1995                                                               | Heerenveen (Thialf)                           | 3.000 m            | Gunda Niemann                 | Claudia Pechstein    | Mie Uehara            |
| 2. Bis 3. Dez. 1995                                                               | Heerenveen (Thialf)                           | 1.000 m            | Chris Witty                   | Sandra Zwolle        | Becky Sundstrom       |
| 2. Bis 3. Dez. 1995                                                               | Heerenveen (Thialf)                           | 1.500 m            | Gunda Niemann                 | Swetlana Baschanowa  | Claudia Pechstein     |
| 2. Bis 3. Dez. 1995                                                               | Heerenveen (Thialf)                           | 500 m              | Svetlana Schurowa             | Catriona LeMay       | Kyoko Shimazaki       |
| 2. Bis 3. Dez. 1995                                                               | Heerenveen (Thialf)                           | 500 m              | Svetlana Schurowa             | Catriona LeMay       | Kyoko Shimazaki       |
| 9. Bis 10. Dez. 1995                                                              | Hamar (Vikingskipet)                          | 1.500 m            | Sandra Zwolle                 | Mie Uehara           | Claudia Pechstein     |
| 9. Bis 10. Dez. 1995                                                              | Hamar (Vikingskipet)                          | 3.000 m            | Claudia Pechstein             | Mie Uehara           | Carla Zijlstra        |
| 6. Bis 7. Jan. 1996                                                               | Alma-Ata (Kompleks Medeo)                     | 500 m (6. Jan.)    | Svetlana Schurowa             | Susan Auch           | Edel Therese Høiseth  |
| 6. Bis 7. Jan. 1996                                                               | Alma-Ata (Kompleks Medeo)                     | 1.000 m (6. Jan.)  | Oxana Rawilowa                | Edel Therese Høiseth | Sandra Zwolle         |
| 6. Bis 7. Jan. 1996                                                               | Alma-Ata (Kompleks Medeo)                     | 500 m (7. Jan.)    | Svetlana Schurowa             | Catriona LeMay       | Oxana Rawilowa        |
| 6. Bis 7. Jan. 1996                                                               | Alma-Ata (Kompleks Medeo)                     | 1.000 m (7. Jan.)  | Oxana Rawilowa                | Edel Therese Høiseth | Christine Aaftink     |
| 12. Bis 14. Jan. 1996                                                             | Davos (Eisstadion Davos)                      | Ausgefallen        | Ausgefallen                   | Ausgefallen          | Ausgefallen           |
| Mehrkampfeuropameisterschaft in Heerenveen (Thialf), 19.–21. Januar 1996          |                                               |                    |                               |                      |                       |
| 27. Bis 28. Jan. 1996                                                             | Baselga di Pinè (Stadio del ghiaccio di Piné) | 1.500 m            | Gunda Niemann                 | Mie Uehara           | Barbara de Loor       |
| 27. Bis 28. Jan. 1996                                                             | Baselga di Pinè (Stadio del ghiaccio di Piné) | 3.000 m            | Gunda Niemann                 | Swetlana Baschanowa  | Elena Belci-Dal Farra |
| Mehrkampfweltmeisterschaft in Inzell (Ludwig-Schwabl-Stadion), 2.–4. Februar 1996 |                                               |                    |                               |                      |                       |
| 10. Bis 11. Feb. 1996                                                             | Innsbruck (Olympia Eisstadion Innsbruck)      | 500 m (10. Feb.)   | Svetlana Schurowa             | Tomomi Okazaki       | Edel Therese Høiseth  |
| 10. Bis 11. Feb. 1996                                                             | Innsbruck (Olympia Eisstadion Innsbruck)      | 1.000 m (10. Feb.) | Chris Witty                   | Sabine Völker        | Eriko Sanmiya         |
| 10. Bis 11. Feb. 1996                                                             | Innsbruck (Olympia Eisstadion Innsbruck)      | 500 m (11. Feb.)   | Svetlana Schurowa             | Catriona LeMay       | Tomomi Okazaki        |
| 10. Bis 11. Feb. 1996                                                             | Innsbruck (Olympia Eisstadion Innsbruck)      | 1.000 m (11. Feb.) | Chris Witty                   | Sabine Völker        | Sandra Zwolle         |
| Sprintweltmeisterschaft in Heerenveen (Thialf), 17.–18. Februar 1996              |                                               |                    |                               |                      |                       |
| 23. Bis 24. Feb. 1996                                                             | Roseville (Guidant John Rose Minnesota Oval)  | 500 m (23. Feb.)   | Tomomi Okazaki                | Svetlana Schurowa    | Edel Therese Høiseth  |
| 23. Bis 24. Feb. 1996                                                             | Roseville (Guidant John Rose Minnesota Oval)  | 1.000 m (23. Feb.) | Edel Therese Høiseth          | Chris Witty          | Franziska Schenk      |
| 23. Bis 24. Feb. 1996                                                             | Roseville (Guidant John Rose Minnesota Oval)  | 500 m (24. Feb.)   | Tomomi Okazaki                | Oxana Rawilowa       | Susan Auch            |
| 23. Bis 24. Feb. 1996                                                             | Roseville (Guidant John Rose Minnesota Oval)  | 1.000 m (24. Feb.) | Franziska Schenk              | Edel Therese Høiseth | Shiho Kusunose        |
| 24. Bis 25. Feb. 1996                                                             | Milwaukee (Pettit National Ice Center)        | 1.500 m            | Mie Shimizu                   | Gunda Niemann        | Annamarie Thomas      |
| 24. Bis 25. Feb. 1996                                                             | Milwaukee (Pettit National Ice Center)        | 3.000 m            | Gunda Niemann                 | Mie Uehara           | Claudia Pechstein     |
| 1. Bis 3. Mär. 1996                                                               | Calgary (Olympic Oval)                        | 5.000 m            | Mie Uehara                    | Carla Zijlstra       | Elena Belci-Dal Farra |
| 1. Bis 3. Mär. 1996                                                               | Calgary (Olympic Oval)                        | 3.000 m            | Claudia Pechstein             | Gunda Niemann        | Mie Uehara            |
| 1. Bis 3. Mär. 1996                                                               | Calgary (Olympic Oval)                        | 1.500 m            | Annamarie Thomas              | Mie Uehara           | Gunda Niemann         |
| 1. Bis 3. Mär. 1996                                                               | Calgary (Olympic Oval)                        | 500 m              | Svetlana Schurowa             | Tomomi Okazaki       | Kyoko Shimazaki       |
| 1. Bis 3. Mär. 1996                                                               | Calgary (Olympic Oval)                        | 1.000 m            | Chris Witty                   | Oxana Rawilowa       | Shiho Kusunose        |
| 1. Bis 3. Mär. 1996                                                               | Calgary (Olympic Oval)                        | 500 m              | Tomomi Okazaki                | Svetlana Schurowa    | Susan Auch            |
| 1. Bis 3. Mär. 1996                                                               | Calgary (Olympic Oval)                        | 1.000 m            | Shiho Kusunose Tomomi Okazaki |                      | Sandra Zwolle         |
| Einzelstreckenweltmeisterschaften in Hamar (Vikingskipet), 15.–17. März 1996      |                                               |                    |                               |                      |                       |

#### 500 Meter
(Endstand: Nach 11 Rennen)
| Rang | Name                 | Land               | Punkte |
| ---- | -------------------- | ------------------ | ------ |
| 1    | Svetlana Schurowa    | Russland           | 360    |
| 2    | Tomomi Okazaki       | Japan              | 281    |
| 3    | Catriona LeMay       | Kanada             | 268    |
| 4    | Susan Auch           | Kanada             | 240    |
| 5    | Edel Therese Høiseth | Norwegen           | 230    |
| 6    | Kyoko Shimazaki      | Japan              | 169    |
| 7    | Franziska Schenk     | Deutschland        | 154    |
| 8    | Oxana Rawilowa       | Russland           | 151    |
| 9    | Sabine Völker        | Deutschland        | 116    |
| 10   | Chris Witty          | Vereinigte Staaten | 91     |
|      |                      |                    |        |
| 18   | Anke Baier           | Deutschland        | 47     |
| 22   | Christina Zummack    | Deutschland        | 25     |

#### 1.000 Meter
(Endstand: Nach 10 Rennen)
| Rang | Name                 | Land               | Punkte |
| ---- | -------------------- | ------------------ | ------ |
| 1    | Chris Witty          | Vereinigte Staaten | 264    |
| 2    | Edel Therese Høiseth | Norwegen           | 228    |
| 3    | Shiho Kusunose       | Japan              | 202    |
| 4    | Franziska Schenk     | Deutschland        | 192    |
| 5    | Sandra Zwolle        | Niederlande        | 190    |
| 6    | Oxana Rawilowa       | Russland           | 188    |
| 7    | Christine Aaftink    | Niederlande        | 137    |
| 8    | Sabine Völker        | Deutschland        | 126    |
| 9    | Eriko Sanmiya        | Japan              | 124    |
| 10   | Tomomi Okazaki       | Japan              | 116    |
|      |                      |                    |        |
| 15   | Anke Baier           | Deutschland        | 66     |
| 26   | Christina Zummack    | Deutschland        | 13     |
| 28   | Jacqueline Börner    | Deutschland        | 10     |

#### 1.500 Meter
(Endstand: Nach 6 Rennen)
| Rang | Name                | Land        | Punkte |
| ---- | ------------------- | ----------- | ------ |
| 1    | Gunda Niemann       | Deutschland | 155    |
| 2    | Mie Uehara          | Japan       | 140    |
| 3    | Annamarie Thomas    | Niederlande | 125    |
| 4    | Claudia Pechstein   | Deutschland | 103    |
| 5    | Mie Shimizu         | Japan       | 96     |
| 6    | Sandra Zwolle       | Niederlande | 86     |
| 7    | Chiharu Nozaki      | Japan       | 85     |
| 8    | Swetlana Baschanowa | Russland    | 79     |
| 9    | Tonny de Jong       | Niederlande | 66     |
| 10   | Maki Tabata         | Japan       | 62     |
|      |                     |             |        |
| 14   | Anni Friesinger     | Deutschland | 30     |
| 19   | Emese Hunyady       | Österreich  | 22     |
| 20   | Jacqueline Börner   | Deutschland | 22     |
| 22   | Ulrike Adeberg      | Deutschland | 16     |
| 27   | Sabine Völker       | Deutschland | 8      |

#### 3.000/5.000 Meter
(Endstand: Nach 7 Rennen)
| Rang | Name                  | Land        | Punkte |
| ---- | --------------------- | ----------- | ------ |
| 1    | Gunda Niemann         | Deutschland | 195    |
| 2    | Claudia Pechstein     | Deutschland | 180    |
| 3    | Mie Uehara            | Japan       | 170    |
| 4    | Elena Belci-Dal Farra | Italien     | 130    |
| 5    | Carla Zijlstra        | Niederlande | 128    |
| 6    | Swetlana Baschanowa   | Russland    | 109    |
| 7    | Tonny de Jong         | Niederlande | 88     |
| 8    | Heike Warnicke        | Deutschland | 73     |
| 9    | Annamarie Thomas      | Niederlande | 73     |
| 10   | Lyudmila Prokasheva   | Kasachstan  | 65     |
|      |                       |             |        |
| 15   | Anni Friesinger       | Deutschland | 40     |
| 18   | Emese Hunyady         | Österreich  | 30     |
| 28   | Emese Antal           | Österreich  | 6      |
| 29   | Jacqueline Börner     | Deutschland | 5      |

### Männer

#### Weltcup-Übersicht
| Datum                                                                             | Ort                                           | Disziplin          | Sieger                       | Zweiter             | Dritter                             |
| --------------------------------------------------------------------------------- | --------------------------------------------- | ------------------ | ---------------------------- | ------------------- | ----------------------------------- |
| 24. Bis 26. Nov. 1995                                                             | Berlin (Sportforum Hohenschönhausen)          | 1.500 m            | Martin Hersman               | Ådne Søndrål        | Hiroyuki Noake                      |
| 24. Bis 26. Nov. 1995                                                             | Berlin (Sportforum Hohenschönhausen)          | 5.000 m            | Rintje Ritsma                | Gianni Romme        | Keiji Shirahata                     |
| 2. Bis 3. Dez. 1995                                                               | Heerenveen (Thialf)                           | 500 m (2. Dez.)    | Manabu Horii                 | Sergei Klewtschenja | Junichi Inoue                       |
| 2. Bis 3. Dez. 1995                                                               | Heerenveen (Thialf)                           | 5.000 m (2. Dez.)  | Keiji Shirahata              | Gianni Romme        | Toshihiko Itokawa                   |
| 2. Bis 3. Dez. 1995                                                               | Heerenveen (Thialf)                           | 1.000 m            | Ådne Søndrål                 | Manabu Horii        | Yukinori Miyabe                     |
| 2. Bis 3. Dez. 1995                                                               | Heerenveen (Thialf)                           | 500 m (3. Dez.)    | Manabu Horii                 | Sergei Klewtschenja | Junichi Inoue                       |
| 2. Bis 3. Dez. 1995                                                               | Heerenveen (Thialf)                           | 1.500 m (3. Dez.)  | Keiji Shirahata              | Martin Hersman      | Ids Postma                          |
| 9. Bis 10. Dez. 1995                                                              | Oslo (Valle Hovin)                            | 500 m (9. Dez.)    | Yasunori Miyabe              | Sergei Klewtschenja | Roger Strøm                         |
| 9. Bis 10. Dez. 1995                                                              | Oslo (Valle Hovin)                            | 5.000 m (9. Dez.)  | Bart Veldkamp                | Rintje Ritsma       | Gianni Romme                        |
| 9. Bis 10. Dez. 1995                                                              | Oslo (Valle Hovin)                            | 1.000 m            | Casey Fitzrandolph           | Ådne Søndrål        | Manabu Horii                        |
| 9. Bis 10. Dez. 1995                                                              | Oslo (Valle Hovin)                            | 500 m (10. Dez.)   | Grunde Njøs                  | Yasunori Miyabe     | Junichi Inoue                       |
| 9. Bis 10. Dez. 1995                                                              | Oslo (Valle Hovin)                            | 1.500 m (10. Dez.) | Neal Marshall                | Tōru Aoyanagi       | Andrei Anufrijenko                  |
| 6. Bis 7. Jan. 1996                                                               | Alma-Ata (Kompleks Medeo)                     | 1.000 m (6. Jan.)  | Toshiyuki Kuroiwa            | Yasunori Miyabe     | Wadim Schakschakbajew               |
| 6. Bis 7. Jan. 1996                                                               | Alma-Ata (Kompleks Medeo)                     | 500 m (7. Jan.)    | Yasunori Miyabe Manabu Horii |                     | Junichi Inoue                       |
| 6. Bis 7. Jan. 1996                                                               | Alma-Ata (Kompleks Medeo)                     | 1.000 m (7. Jan.)  | Yasunori Miyabe              | Gerard van Velde    | Roland Brunner                      |
| 12. Bis 14. Jan. 1996                                                             | Davos (Eisstadion Davos)                      | Ausgefallen        | Ausgefallen                  | Ausgefallen         | Ausgefallen                         |
| Mehrkampfeuropameisterschaft in Heerenveen (Thialf), 19.–21. Januar 1996          |                                               |                    |                              |                     |                                     |
| 27. Bis 28. Jan. 1996                                                             | Baselga di Pinè (Stadio del ghiaccio di Piné) | 1.500 m            | Hiroyuki Noake               | Neal Marshall       | KC Boutiette                        |
| 27. Bis 28. Jan. 1996                                                             | Baselga di Pinè (Stadio del ghiaccio di Piné) | 5.000 m            | Gianni Romme                 | Tōru Aoyanagi       | Rintje Ritsma                       |
| Mehrkampfweltmeisterschaft in Inzell (Ludwig-Schwabl-Stadion), 2.–4. Februar 1996 |                                               |                    |                              |                     |                                     |
| 10. Bis 11. Feb. 1996                                                             | Innsbruck (Olympia Eisstadion Innsbruck)      | 500 m (10. Feb.)   | Hiroyasu Shimizu             | Grunde Njøs         | Sergei Klewtschenja Yasunori Miyabe |
| 10. Bis 11. Feb. 1996                                                             | Innsbruck (Olympia Eisstadion Innsbruck)      | 1.000 m (10. Feb.) | Junichi Inoue                | Ådne Søndrål        | Gerard van Velde Sylvain Bouchard   |
| 10. Bis 11. Feb. 1996                                                             | Innsbruck (Olympia Eisstadion Innsbruck)      | 500 m (11. Feb.)   | Manabu Horii                 | Sergei Klewtschenja | Junichi Inoue                       |
| 10. Bis 11. Feb. 1996                                                             | Innsbruck (Olympia Eisstadion Innsbruck)      | 1.000 m (11. Feb.) | Junichi Inoue                | Ådne Søndrål        | Gerard van Velde                    |
| Sprintweltmeisterschaft in Heerenveen (Thialf), 17.–18. Februar 1996              |                                               |                    |                              |                     |                                     |
| 23. Bis 24. Feb. 1996                                                             | Roseville (Guidant John Rose Minnesota Oval)  | 500 m (23. Feb.)   | Manabu Horii                 | Junichi Inoue       | Sergei Klewtschenja                 |
| 23. Bis 24. Feb. 1996                                                             | Roseville (Guidant John Rose Minnesota Oval)  | 1.000 m (23. Feb.) | Jaegal Seong-yeol            | Junichi Inoue       | Ådne Søndrål                        |
| 23. Bis 24. Feb. 1996                                                             | Roseville (Guidant John Rose Minnesota Oval)  | 500 m (24. Feb.)   | Jaegal Seong-yeol            | Toshiyuki Kuroiwa   | Hiroyasu Shimizu                    |
| 23. Bis 24. Feb. 1996                                                             | Roseville (Guidant John Rose Minnesota Oval)  | 1.000 m (24. Feb.) | Yukinori Miyabe              | Junichi Inoue       | Ådne Søndrål Roland Brunner         |
| 24. Bis 25. Feb. 1996                                                             | Milwaukee (Pettit National Ice Center)        | 1.500 m            | Hiroyuki Noake               | Neal Marshall       | KC Boutiette                        |
| 24. Bis 25. Feb. 1996                                                             | Milwaukee (Pettit National Ice Center)        | 5.000 m            | Rintje Ritsma                | Keiji Shirahata     | Gianni Romme                        |
| 1. Bis 3. Mär. 1996                                                               | Calgary (Olympic Oval)                        | 10.000 m           | Rintje Ritsma                | Gianni Romme        | Frank Dittrich                      |
| 1. Bis 3. Mär. 1996                                                               | Calgary (Olympic Oval)                        | 5.000 m            | Rintje Ritsma                | Keiji Shirahata     | Ids Postma                          |
| 1. Bis 3. Mär. 1996                                                               | Calgary (Olympic Oval)                        | 1.500 m            | Hiroyuki Noake               | Neal Marshall       | Ådne Søndrål                        |
| 1. Bis 3. Mär. 1996                                                               | Calgary (Olympic Oval)                        | 500 m              | Sergei Klewtschenja          | Manabu Horii        | Hiroyasu Shimizu                    |
| 1. Bis 3. Mär. 1996                                                               | Calgary (Olympic Oval)                        | 1.000 m            | Manabu Horii                 | Ådne Søndrål        | Yukinori Miyabe                     |
| 1. Bis 3. Mär. 1996                                                               | Calgary (Olympic Oval)                        | 500 m              | Hiroyasu Shimizu             | Manabu Horii        | Sergei Klewtschenja                 |
| 1. Bis 3. Mär. 1996                                                               | Calgary (Olympic Oval)                        | 1.000 m            | Manabu Horii                 | Jaegal Seong-yeol   | Gerard van Velde                    |
| Einzelstreckenweltmeisterschaften in Hamar (Vikingskipet), 15.–17. März 1996      |                                               |                    |                              |                     |                                     |

#### 500 Meter
(Endstand: Nach 12 Rennen)
| Rang | Name                  | Land        | Punkte |
| ---- | --------------------- | ----------- | ------ |
| 1    | Manabu Horii          | Japan       | 335    |
| 2    | Sergei Klewtschenja   | Russland    | 284    |
| 3    | Yasunori Miyabe       | Japan       | 275    |
| 4    | Junichi Inoue         | Japan       | 239    |
| 5    | Hiroyasu Shimizu      | Japan       | 237    |
| 6    | Jaegal Seong-yeol     | Südkorea    | 184    |
| 7    | Toshiyuki Kuroiwa     | Japan       | 155    |
| 8    | Roger Strøm           | Norwegen    | 152    |
| 9    | Grunde Njøs           | Norwegen    | 136    |
| 10   | Wadim Schakschakbajew | Kasachstan  | 130    |
|      |                       |             |        |
| 18   | Roland Brunner        | Österreich  | 42     |
| 19   | Michael Künzel        | Deutschland | 38     |
| 26   | Matthias Pfeiffer     | Deutschland | 15     |
| 28   | Lars Funke            | Deutschland | 12     |

#### 1.000 Meter
(Endstand: Nach 10 Rennen)
| Rang | Name              | Land        | Punkte |
| ---- | ----------------- | ----------- | ------ |
| 1    | Ådne Søndrål      | Norwegen    | 260    |
| 2    | Junichi Inoue     | Japan       | 213    |
| 3    | Gerard van Velde  | Niederlande | 202    |
| 4    | Manabu Horii      | Japan       | 193    |
| 5    | Yukinori Miyabe   | Japan       | 174    |
| 6    | Toshiyuki Kuroiwa | Japan       | 162    |
| 7    | Jaegal Seong-yeol | Südkorea    | 158    |
| 8    | Yasunori Miyabe   | Japan       | 150    |
| 9    | Sylvain Bouchard  | Kanada      | 147    |
| 10   | Roland Brunner    | Österreich  | 128    |
|      |                   |             |        |
| 22   | Matthias Pfeiffer | Deutschland | 18     |
| 23   | Michael Spielmann | Deutschland | 18     |
| 24   | Peter Adeberg     | Deutschland | 17     |

#### 1.500 Meter
(Endstand: Nach 6 Rennen)
| Rang | Name               | Land               | Punkte |
| ---- | ------------------ | ------------------ | ------ |
| 1    | Hiroyuki Noake     | Japan              | 150    |
| 2    | Neal Marshall      | Kanada             | 145    |
| 3    | Martin Hersman     | Niederlande        | 103    |
| 4    | Andrei Anufrijenko | Russland           | 95     |
| 5    | Ådne Søndrål       | Norwegen           | 93     |
| 6    | Keiji Shirahata    | Japan              | 93     |
| 7    | KC Boutiette       | Vereinigte Staaten | 92     |
| 8    | Rintje Ritsma      | Niederlande        | 90     |
| 9    | Jeroen Straathof   | Niederlande        | 84     |
| 10   | Ids Postma         | Niederlande        | 78     |
|      |                    |                    |        |
| 12   | Peter Adeberg      | Deutschland        | 37     |
| 21   | Thomas Kumm        | Deutschland        | 11     |
| 23   | Michael Spielmann  | Deutschland        | 10     |

#### 5.000/10.000 Meter
(Endstand: Nach 7 Rennen)
| Rang | Name                 | Land               | Punkte |
| ---- | -------------------- | ------------------ | ------ |
| 1    | Rintje Ritsma        | Niederlande        | 195    |
| 2    | Gianni Romme         | Niederlande        | 175    |
| 3    | Keiji Shirahata      | Japan              | 165    |
| 4    | Bart Veldkamp        | Niederlande        | 123    |
| 5    | Frank Dittrich       | Deutschland        | 113    |
| 6    | Ids Postma           | Niederlande        | 96     |
| 7    | Toshihiko Itokawa    | Japan              | 86     |
| 8    | Martin Hersman       | Niederlande        | 85     |
| 9    | Tōru Aoyanagi        | Japan              | 81     |
| 10   | KC Boutiette         | Vereinigte Staaten | 66     |
|      |                      |                    |        |
| 14   | Christian Eminger    | Österreich         | 42     |
| 16   | Alexander Baumgärtel | Deutschland        | 38     |
| 22   | René Taubenrauch     | Deutschland        | 16     |

## Gesamt
- Platz: Gibt die Reihenfolge der Athleten wieder. Diese wird durch die Anzahl der Weltcupsiege bestimmt. Bei gleicher Anzahl werden die 2. Platzierungen verglichen, danach die 3. Platzierungen
- Name: Nennt den Namen des Athleten
- Land: Nennt das Land, für das der Athlet startete
- Siege: Nennt die Anzahl der Weltcupsiege
- 2. Plätze: Nennt die Anzahl der errungenen 2. Plätze
- 3. Plätze: Nennt die Anzahl der errungenen 3. Plätze
- Gesamt: Nennt die Anzahl aller gewonnenen Medaillen

### Top Ten
- Die Top Ten zeigt die zehn erfolgreichsten Sportler/-innen des Eisschnelllauf-Weltcups 1995/96

| Platz | Name              | Land               | Siege | 2. Plätze | 3. Plätze | Gesamt |
| ----- | ----------------- | ------------------ | ----- | --------- | --------- | ------ |
| 1.    | Svetlana Schurowa | Russland           | 8     | 2         | 0         | 10     |
| 2.    | Manabu Horii      | Japan              | 7     | 3         | 1         | 11     |
| 3.    | Gunda Niemann     | Deutschland        | 7     | 2         | 1         | 10     |
| 4.    | Chris Witty       | Vereinigte Staaten | 5     | 1         | 0         | 6      |
| 5.    | Tomomi Okazaki    | Japan              | 4     | 2         | 1         | 7      |
| 6.    | Rintje Ritsma     | Niederlande        | 4     | 1         | 1         | 6      |
| 7.    | Yasunori Miyabe   | Japan              | 3     | 2         | 1         | 6      |
| 8.    | Hiroyuki Noake    | Japan              | 3     | 0         | 1         | 4      |
| 9.    | Junichi Inoue     | Japan              | 2     | 3         | 5         | 10     |
| 10.   | Claudia Pechstein | Deutschland        | 2     | 2         | 3         | 7      |

### Frauen
| Platz | Name                  | Land               | Siege | 2. Plätze | 3. Plätze | Gesamt |
| ----- | --------------------- | ------------------ | ----- | --------- | --------- | ------ |
| 1.    | Svetlana Schurowa     | Russland           | 8     | 2         | 0         | 10     |
| 2.    | Gunda Niemann         | Deutschland        | 7     | 2         | 1         | 10     |
| 3.    | Chris Witty           | Vereinigte Staaten | 5     | 1         | 0         | 6      |
| 4.    | Tomomi Okazaki        | Japan              | 4     | 2         | 1         | 7      |
| 5.    | Claudia Pechstein     | Deutschland        | 2     | 2         | 3         | 7      |
| 6.    | Oxana Rawilowa        | Russland           | 2     | 2         | 1         | 5      |
| 7.    | Mie Uehara            | Japan              | 1     | 6         | 3         | 10     |
| 8.    | Edel Therese Høiseth  | Norwegen           | 1     | 3         | 3         | 7      |
| 9.    | Sandra Zwolle         | Niederlande        | 1     | 1         | 3         | 5      |
| 10.   | Franziska Schenk      | Deutschland        | 1     | 1         | 2         | 4      |
| 11.   | Shiho Kusunose        | Japan              | 1     | 0         | 3         | 4      |
| 12.   | Annamarie Thomas      | Niederlande        | 1     | 0         | 2         | 3      |
| 13.   | Mie Shimizu           | Japan              | 1     | 0         | 0         | 1      |
| 14.   | Catriona LeMay        | Kanada             | 0     | 5         | 0         | 5      |
| 15.   | Sabine Völker         | Deutschland        | 0     | 2         | 0         | 2      |
| 15.   | Swetlana Baschanowa   | Russland           | 0     | 2         | 0         | 2      |
| 17.   | Susan Auch            | Kanada             | 0     | 1         | 2         | 3      |
| 18.   | Carla Zijlstra        | Niederlande        | 0     | 1         | 1         | 2      |
| 19.   | Kyoko Shimazaki       | Japan              | 0     | 0         | 3         | 3      |
| 20.   | Elena Belci-Dal Farra | Italien            | 0     | 0         | 2         | 2      |
| 21.   | Barbara de Loor       | Niederlande        | 0     | 0         | 1         | 1      |
| 21.   | Becky Sundstrom       | Vereinigte Staaten | 0     | 0         | 1         | 1      |
| 21.   | Christine Aaftink     | Niederlande        | 0     | 0         | 1         | 1      |
| 21.   | Eriko Sanmiya         | Japan              | 0     | 0         | 1         | 1      |

### Männer
| Platz | Name                  | Land               | Siege | 2. Plätze | 3. Plätze | Gesamt |
| ----- | --------------------- | ------------------ | ----- | --------- | --------- | ------ |
| 1.    | Manabu Horii          | Japan              | 7     | 3         | 1         | 11     |
| 2.    | Rintje Ritsma         | Niederlande        | 4     | 1         | 1         | 6      |
| 3.    | Yasunori Miyabe       | Japan              | 3     | 2         | 1         | 6      |
| 4.    | Hiroyuki Noake        | Japan              | 3     | 0         | 1         | 4      |
| 5.    | Junichi Inoue         | Japan              | 2     | 3         | 5         | 10     |
| 6.    | Keiji Shirahata       | Japan              | 2     | 2         | 1         | 5      |
| 7.    | Jaegal Seong-yeol     | Südkorea           | 2     | 1         | 0         | 3      |
| 8.    | Hiroyasu Shimizu      | Japan              | 2     | 0         | 2         | 4      |
| 9.    | Ådne Søndrål          | Norwegen           | 1     | 5         | 3         | 9      |
| 10.   | Sergei Klewtschenja   | Russland           | 1     | 4         | 3         | 8      |
| 11.   | Gianni Romme          | Niederlande        | 1     | 3         | 2         | 6      |
| 12.   | Neal Marshall         | Kanada             | 1     | 3         | 0         | 4      |
| 13.   | Grunde Njøs           | Norwegen           | 1     | 1         | 0         | 2      |
| 13.   | Martin Hersman        | Niederlande        | 1     | 1         | 0         | 2      |
| 13.   | Toshiyuki Kuroiwa     | Japan              | 1     | 1         | 0         | 2      |
| 16.   | Yukinori Miyabe       | Japan              | 1     | 0         | 2         | 3      |
| 17.   | Bart Veldkamp         | Niederlande        | 1     | 0         | 0         | 1      |
| 17.   | Casey Fitzrandolph    | Vereinigte Staaten | 1     | 0         | 0         | 1      |
| 19.   | Tōru Aoyanagi         | Japan              | 0     | 2         | 0         | 2      |
| 20.   | Gerard van Velde      | Niederlande        | 0     | 1         | 3         | 4      |
| 21.   | Ids Postma            | Niederlande        | 0     | 0         | 2         | 2      |
| 21.   | KC Boutiette          | Vereinigte Staaten | 0     | 0         | 2         | 2      |
| 21.   | Roland Brunner        | Österreich         | 0     | 0         | 2         | 2      |
| 24.   | Andrei Anufrijenko    | Russland           | 0     | 0         | 1         | 1      |
| 24.   | Frank Dittrich        | Deutschland        | 0     | 0         | 1         | 1      |
| 24.   | Roger Strøm           | Norwegen           | 0     | 0         | 1         | 1      |
| 24.   | Sylvain Bouchard      | Kanada             | 0     | 0         | 1         | 1      |
| 24.   | Toshihiko Itokawa     | Japan              | 0     | 0         | 1         | 1      |
| 24.   | Wadim Schakschakbajew | Kasachstan         | 0     | 0         | 1         | 1      |

### Nationenwertung
- Die Nationenwertung zeigt die erfolgreichsten Nationen (Sportler/-innen) des Eisschnelllauf-Weltcups 1995/96

| Platz | Land               | Siege | 2. Plätze | 3. Plätze | Gesamt |
| ----- | ------------------ | ----- | --------- | --------- | ------ |
| 1.    | Japan              | 28    | 21        | 25        | 74     |
| 2.    | Russland           | 11    | 10        | 5         | 26     |
| 3.    | Deutschland        | 10    | 7         | 7         | 24     |
| 4.    | Niederlande        | 9     | 8         | 16        | 33     |
| 5.    | Vereinigte Staaten | 6     | 1         | 3         | 10     |
| 6.    | Norwegen           | 3     | 9         | 7         | 19     |
| 7.    | Südkorea           | 2     | 1         | 0         | 3      |
| 8.    | Kanada             | 1     | 9         | 3         | 13     |
| 9.    | Österreich         | 0     | 0         | 2         | 2      |
| 9.    | Italien            | 0     | 0         | 2         | 2      |
| 11.   | Kasachstan         | 0     | 0         | 1         | 1      |